# Mary Barreto
Carmen Marillaj Barreto Cabrera, conocida como Mary Barreto, (Villa de Mazo) es una ingeniera industrial y divulgadora científica española. Fue nombrada la primera directora del Observatorio Astrofísico Roque de Los Muchachos, situado en Garafía (La Palma).

## Trayectoria
Barreto nació en la isla canaria de La Palma y viajó para formarse como ingeniera industrial en la Universidad de Zaragoza, donde finalizó sus estudios en 1986. Hija de artesanos, conoció en el taller de sus padres a Rodolfo Kever, un trabajador del Telescopio Solar Sueco que la recomendó como ingeniera para la campaña de elección del emplazamiento del mayor telescopio solar del mundo. En ese momento, se estudiaba si instalarlo en Hawái o en Roque de Los Muchachos. Tras pasar por el proceso de selección, fue seleccionada para el puesto y, con 25 años, fue nombrada administradora del Observatorio de El Roque de Los Muchachos, puesto que ocupó de 1986 a 1995.
Ha desarrollado su carrera en el Instituto de Astrofísica de Canarias (IAC) como ingeniera gestora de diferentes proyectos. Desde 2018, es directora técnica del Telescopio Solar Europeo (IAC) donde ha realizado la dirección técnica de un espectrógrafo para el telescopio William Herschel, otro para el Gran Telescopio Canarias y ahora la del propio Telescopio Solar Europeo.
En 2020, entró a formar parte de "Habla con ellas: Mujeres en Astronomía", un proyecto de divulgación científica para escolares, coordinado por la astrofísica divulgadora Nayra Rodríguez Eugenio. Esta iniciativa ofrece la posibilidad al alumnado de centros españoles, desde Infantil hasta Bachillerato y Formación profesional, de hablar a través de videoconferencias con alguna de las veinte astrofísicas e ingenieras que participan voluntariamente, entre las que se encuentra Barreto.

## Reconocimientos
En 2016, recibió el Premio Nacional Mujeres con Talento 2016, otorgado por Activia, en la categoría "Innovación y empresa" como "Talento consolidado". Estos premios persiguen el objetivo de reconocer el talento de mujeres profesionales en diferentes ámbitos. Tres años después, en 2019, fue nombrada embajadora de Buena Voluntad por la Reserva de la biosfera, una entidad púbica cuyo objetivo principal es velar por el cumplimiento de los fines fijados por la Unesco, para los territorios declarados como Reserva de la biosfera.
En 2020 Barreto forma parte de las mujeres reconocidas por la Agencia Canaria de Investigación, Innovación y Sociedad de la Información (ACIISI), en la conmemoración del Día Internacional de la Mujer y la Niña en la Ciencia, por su labor desarrollada en el ámbito científico.